# Barłogi (województwo lubelskie)
Barłogi – wieś w Polsce położona w województwie lubelskim, w powiecie puławskim, w gminie Kurów.
W latach 1975–1998 miejscowość administracyjnie należała do ówczesnego województwa lubelskiego.
Wieś stanowi sołectwo gminy Kurów. Według Narodowego Spisu Powszechnego z roku 2011 wieś liczyła 128 mieszkańców.
Wierni Kościoła rzymskokatolickiego należą do parafii św. Józefa w Markuszowie.

## Historia
8 lipca 1943 r. we wsi miała miejsce potyczka żołnierzy BCh z Niemcami, którzy próbowali zatrzymać jednego z mieszkańców. Dwóch żołnierzy BCh zginęło, a Niemcy zabili w odwecie za stawiany opór cztery cywilne osoby. Następnego dnia Niemcy aresztowali 12 osób, które po torturach zamordowali oraz spalili 3 gospodarstwa, 20 domów mieszkalnych, 32 stodoły i 32 obory. Wieś została spacyfikowana przez Niemców ponownie 12 czerwca 1944 (spłonęła w całości).
Wieś została odznaczona Orderem Krzyża Grunwaldu III klasy (1946).
Miejsce pamięci narodowej: Pomnik partyzantów BCh poległych w obronie wsi w 1943 i 1944 roku. 
Z Barłóg pochodzą:
- Jan Duro (1887-1937) - polityk ruchu ludowego, poseł do Sejmu II RP
- Aleksander Kozak (1892-1964) - Sprawiedliwy wśród Narodów Świata
- Bohdan Sobiesiak (1934-2007) - aktor teatralny i filmowy
- Antoni Sułek (ur. 1945) - profesor socjologii Uniwersytetu Warszawskiego